# Joika – Ein Leben für den Tanz
Joika – Ein Leben für den Tanz (Originaltitel Joika bzw. The American) ist ein Filmdrama von James Napier Robertson. Es handelt sich um eine Filmbiografie über die US-amerikanische Balletttänzerin Joy Womack, die unter anderem am Bolschoi-Theater tanzte, im Film gespielt von Talia Ryder. Der Film feierte im September 2023 beim Festival des amerikanischen Films in Deauville seine Premiere und kam im Mai 2024 in die US-Kinos.

## Handlung
Die US-amerikanische Balletttänzerin Joy Womack hat es in ihrem jungen Leben weit gebracht. Ihre sportliche Laufbahn erreicht einen neuen Höhepunkt, als sie als eine der wenigen US-Amerikanerinnen, die in Russland erfolgreich werden, für das Bolschoi-Ballett tanzen darf. Dort wird sie von Tatiyana Volkova unterrichtet.

## Produktion

### Filmstab und Besetzung
Regie führte James Napier Robertson, der auch das Drehbuch schrieb. Es handelt sich bei Joika – Ein Leben für den Tanz um den vierten Langfilm des neuseeländischen Regisseurs nach I'm Not Harry Jenson, Das Talent des Genesis Potini und Whina.
Talia Ryder, bekannt aus Filmen wie Niemals Selten Manchmal Immer, West Side Story, Master und Dumb Money – Schnelles Geld, spielt die US-amerikanische Balletttänzerin Joy Womack, die in ihrer Zeit am Bolschoi-Theater „Joika“ genannt wurde. Sie ist ausgebildete Tänzerin und arbeitete in Vorbereitung auf die Dreharbeiten sowohl mit Daniel Ulbricht, einem Mitglied und Haupttänzer des New York City Ballet, als auch mit Joy Womack selbst zusammen. Bei besonders anspruchsvollen Szenen fungierte Womack als Ryders Double. Die deutsche Schauspielerin Diane Kruger ist in der Rolle ihrer dortigen Ballettlehrerin Tatiyana Volkova zu sehen. In weiteren Rollen spielen Oleg Iwenko, Natasha Alderslade, Natalia Osipova, Charlotte Ubben, Borys Szyc, Tomasz Kot und Karolina Gruszka.

### Dreharbeiten und Filmmusik
Die Dreharbeiten fanden in Polen statt. Als Kameramann fungierte Tomasz Naumiuk, der zuletzt für Green Border von Agnieszka Holland und Imago von Olga Chajdas tätig war.
Die Filmmusik komponierte die Kanadierin Dana Lund. Das Soundtrack-Album mit insgesamt 17 Musikstücken wurde am 12. September 2024 als Download veröffentlicht.

### Veröffentlichung
Der Film feierte im September 2023 beim Festival des amerikanischen Films in Deauville seine Premiere. Am 2. November 2023 kam Joika in die italienischen Kinos. Ab Mitte Februar 2024 wurde der Film beim Santa Barbara International Film Festival gezeigt. Im Vorfeld der dortigen Vorstellungen sicherte sich Vertical die Rechte für den Film in den USA, im Vereinigten Königreich und in Irland. Im April 2024 wurde Joika beim Miami Film Festival vorgestellt. Am 17. Mai 2024 kam der Film unter dem Titel The American in ausgewählte US-Kinos und wurde dort im gleichen Monat als Video-on-Demand veröffentlicht.

## Auszeichnungen
Miami Film Festival 2024
- Nominierung für den MARIMBAS Award[6]